# X Fiesta de la Independencia Talca 2019
La  X Fiesta de la Independencia Talca 2019 fue un evento musical que se realizó entre el jueves 7 y el domingo 10 de febrero de 2019 en el balneario Río Claro, Talca, Chile. Fue transmitido por TVN, y presentado por Karen Doggenweiler y Cristián Sánchez.
La edición de este festival, destacó por ser un rating de sintonía, la noche en que el grupo de cumbia argentino Amar Azul se presentó, con más de 180.000 espectadores en el lugar, y sobrepasando los 36 puntos de cuota de pantalla.

## Artistas
| Los cantantes y las bandas que se presentaran en este evento serán: - Villa Cariño - Jordan - Clan Rojo (Rojo, el color del talento) - CNCO - Luis Lambis - Amar Azul - Pedro Fernández - Franco Simone | Los humoristas que pisarán el escenario del balneario Río Claro serán: - Flaite Chileno - Hugo Varela - Piare con P - Radagast |

## Programación
La programación del festival será la siguiente:
| N.º | Nombre         | Descripción                             | Actuación     | Lista de temas / Rutina |
| --- | -------------- | --------------------------------------- | ------------- | --- |
| 1   | CNCO           | Grupo musical de pop latino y reguetón. | 22:26 - 23:46 | Ver lista 1. Intro 2. Hey dj 3. Mi medicina 4. Estoy enamorado de ti 5. Bonita 6. Solo yo 7. Tan fácil 8. Noche inolvidable 9. Volverte a ver 10. No me sueltes 11. Mala actitud 12. Tu luz 13. Cometa 14. Primera cita 15. Fan enamorada 16. Reggeaton lento 17. Reggeaton lento (Remix) 18. Quisiera 19. Llegaste tú 20. Quisiera alejarme (Remix) 21. Diganle 22. Mamita 23. Para enamorarte 24. Se vuelve loca |
| 2   | Flaite Chileno | Humorista.                              | 00:03 - 00:40 | Ver lista |
| 3   | Villa Cariño   | Banda musical de cumbia y tropical.     | 00:58 - 01:46 | Ver lista 1. Intro 2. No vuelvas más 3. Serenata cruel 4. Ayer te vi con el 5. Política amor y revolución 6. Cliché 7. Amor de madrugada 8. Freestyle 9. Ordenando unas cosas 10. Para dormir contigo otra vez |

| N.º | Nombre    | Descripción                  | Actuación     | Lista de temas / Rutina |
| --- | --------- | ---------------------------- | ------------- | --- |
| 1   | Amar Azul | Grupo musical de cumbia.     | 22:22 - 23:27 | Ver lista 1. No Quiero Dormir 2. La Banda Azul 3. El Nuevo Campeón 4. El Polvito del Amor 5. La Vecina 6. Me Pega la Cerveza 7. Ella 8. Explícale 9. Yo Tomo 10. Enamorado 11. Levanten Los Brazos 12. Bésame 13. El Segundo Polvito 14. Si Tú Te Vas 15. No Te Voy a Perdonar 16. Yo Me Enamoré 17. No Te Olvides Mujer 18. Tormenta de Nieve 19. El Bardero 20. Quiero Confesarte 21. Niña 22. El Cuarto Polvito del Amor 23. Tomo Vino 24. Entre Cuatro Paredes 25. Quiero Tu Cuerpo 26. Dime Tú 27. El Botellero 28. Yo Tomo Licor 29. Vos Sos Loca 30. Yo Me Enamore (Final o Despedida del Show) 31. Yo Tomo Vino y Cerveza (Pisco y Ron) |
| 2   | Radagast  | Humorista y cantante.        | 23:45 - 00:20 | Ver listaTemas de su rutina. - Disney - DJ Rada - Música - Hija bianca jugando El Diablo Canciones. 1. No quiero ser simba 2. El dolor 3. Avisame cuando llegues 4. Bianca 5. Y si hacemos un muñeco 6. La gallina turuleca |
| 3   | Jordan    | Cantante de música tropical. | 00:38 - 01:35 | Ver lista 1. Intro 2. Y ahora regresas 3. Fuera 4. Noche de pasión / Lo que te perdiste 5. ¿Y qué pasó? 6. Ya te olvidé 7. Quiero hacerte el amor 8. Mix super cumbia sound 9. Tomo para olvidar 10. Quién no lloró por amor 11. Dos Hombre y un destino ft Noche de Brujas |

| N.º | Nombre                                 | Descripción                                                                      | Actuación     | Lista de temas / Rutina |
| --- | -------------------------------------- | -------------------------------------------------------------------------------- | ------------- | --- |
| 1   | Pedro Fernández                        | Cantante mexicano de ranchera mariachi y románticas.                             | 22:25 - 23:43 | Ver lista 1. Me encantas 2. Los hombres no deben llorar 3. Fueron tres años 4. Quién 5. Aventurero 6. Me enamoré de una mujer casada 7. Celosa 8. Perdóname mi amor por ser tan guapo 9. El siete mares 10. Eres toda una mujer 11. No que no 12. La mujer que amas 13. Bésame morenita 14. Mi forma de sentir 15. Amarte a la antigua 16. Yo no fui 17. La de la mochila azul 18. México lindo y querido |
| 2   | Piare con P                            | Humorista.                                                                       | 23:59 - 00:35 | Ver lista 1. Chiste cortos |
| 3   | Clan Rojo (Rojo, el color del talento) | Bailes, coreografía y musicales (Basadas en un conocido programa de televisión). | 00:48 - 01:21 | Ver lista 1. Intro de "Clan Rojo" 2. Adrenalina 3. Azukita 4. El beso 5. Gatita loca 6. Soñare 7. Mienteme de una vez 8. Soltero hasta la tumba 9. El triste (Juan Ángel) 10. Jai Hoi 11. Far From Over 12. Só quer vrau 13. Scooby doo pa pa 14. Yo quiero contigo 15. No me acuerdo 16. Lo qué tienes tu 17. Duro y Suave                                                                               |

| N.º | Nombre        | Descripción                  | Actuación     | Lista de temas / Rutina |
| --- | ------------- | ---------------------------- | ------------- | --- |
| 1   | Franco Simone | Cantautor italiano.          | 22:24 - 23:40 | Ver lista 1. Te amo 2. La casa de María 3. Esta noche 4. Por suerte 5. Río grande 6. Tentaciones 7. Mágica 8. Gota 9. Volver a los 17 10. Sole e Uragano 11. Paisaje 12. Stabat Mater 13. Tu per me 14. Respiro 15. Paisaje (Versión cumbia) |
| 2   | Hugo Varela   | Humorista.                   | 23:55 - 00:45 | Ver lista |
| 3   | Luis Lambis   | Cantante de música tropical. | 01:02 - 01:46 | Ver lista 1. María maría 2. Le hace falta un beso 3. Pícara 4. Cumbia sabrosona 5. La pollera colora 6. Impostora 7. Te quise olvidar 8. Ya te olvide 9. Ay que mujer 10. Final                                                              |

## Controversias
- Sorpresiva fue la negativa recepción a la presentación del comediante Radagast, quién tuvo que soportar las pifias del público talquino durante todo su show.[2][3]